# Championnats du monde d'athlétisme jeunesse 2015
Navigation
2013 2017
La 9e édition des Championnats du monde d'athlétisme jeunesse se déroule à Cali en Colombie du 15 au 19 juillet 2015. Le Stade olympique Pascual-Guerrero est le lieu des épreuves. C'est la première fois qu'un championnat du monde de cette catégorie se déroule en Amérique du Sud.

## Résultats

### Hommes
| Épreuves | Or                                      | Argent                             | Bronze                                 |
| --- | --------------------------------------- | ---------------------------------- | -------------------------------------- |
| 100 m | Abdul Hakim Sani Brown 10 s 28 (CR, PB) | Derick Silva 10 s 49               | Rechmial Miller 10 s 59                |
| 200 m (- 0,4 m/s) | Abdul Hakim Sani Brown 20 s 34 (CR)     | Kyle Appel 20 s 57 PB              | Josephus Lyles 20 s 74 PB              |
| 400 m | Christopher Taylor 45 s 27 (WYL, PB)    | Josephus Lyles 45 s 46 (PB)        | Keshun Reed 45 s 96                    |
| 800 m | Willy Tarbei 1 min 45 s 58              | Kipyegon Bett 1 min 45 s 86        | Luis Fernando Pires 1 min 48 s 61 (PB) |
| 1 500 m | Kumari Taki 3 min 36 s 38 (CR, PB)      | Mulugeta Assefa 3 min 41 s 10 (PB) | Lawi Kosgei 3 min 41 s 43              |
| 3 000 m | Richard Kimunyan 7 min 54 s 45          | Davis Kiplangat 7 min 54 s 52      | Tefera Mosisa 7 min 55 s 04 (PB)       |
| 110 m haies | Mattéo Ngo 13 s 53 (=PB)                | Joseph Daniels 13 s 54             | Isiah Lucas 13 s 54                    |
| 400 m haies | Norman Grimes 49 s 11 (WYL, PB)         | Ryusei Fujii 50 s 33 (PB)          | Masaki Toyoda 50 s 53 (PB)             |
| 2 000 m steeple | Vincent Ruto 5 min 27 s 58              | Wogene Sebisibe 5 min 29 s 41 PB   | Geofrey Rotich 5 min 30 s 16 PB        |
| 10 000 m marche | Sergey Shirobokov 42 min 24 s 41        | Zhang Jun 42 min 33 s 68 (PB)      | Federico González 42 min 54 s 55       |
| Saut en hauteur | Stefano Sottile 2,20 m (WYL, =PB)       | Dmytro Nikitin 2,18 m (=PB)        | Darius Carbin 2,16 m (PB)              |
| Saut à la perche | Armand Duplantis 5,30 m CR              | Vladyslav Malykhin 5,30 m CR       | Emmanouíl Karalís 5,20 m               |
| Saut en longueur | Maykel Massó 8,05 m (CR)                | Darcy Roper 8,01 m (PB)            | Eberson Silva 7,76 m (PB)              |
| Triple saut | Cristian Nápoles 16,13 m                | Du Mingze 16,02 m (PB)             | Julio César Carbonell 15,70 m          |
| Lancer du poids | Adrian Piperi 22,00 m (WYL, PB)         | Szymon Mazur 21,77 m (PB)          | Wictor Petersson 21,56 m (PB)          |
| Lancer du disque | Werner Visser 64,24 m                   | Wang Yuhan 60,33 m (PB)            | George Evans 60,22 m                   |
| Lancer du marteau | Hlib Piskunov 84,91 m (CR, PB)          | Mykhaylo Havryliuk 78,93 m (PB)    | Ned Weatherly 77,60 m                  |
| Lancer du javelot | Paul Jacobus Botha 78,49 m              | Niklas Kaul 78,05 m                | Vladislav Palyunin 76,77 m             |
| Décathlon | Niklas Kaul 8 002 pts (CR, PB)          | Ludovic Besson 7 678 pts (PB)      | Hans-Christian Hausenberg 7 657 pts    |
| Records et Performances - AR : Record continental (area record) - CR : Record des championnats (championship record) - MR : Record du meeting (meet record) - NR : Record national (national record) - OR : Record olympique (olympic record) - PR : Record paralympique (paralympic record) - PB : Record personnel (personal best) - SB : Meilleure performance personnelle de la saison (season's best) - WL : Meilleure performance mondiale de l'année (world leader) - WJR : Record du monde junior (world junior record) - WR : Record du monde (world record) Circonstances et Conditions - DNF : N'a pas terminé (did not finish) - DNS : N'a pas pris le départ (did not start) - DQ : Disqualification (disqualification) - NM : Aucun essai valable enregistré (No Mark) - Q : Qualifié « directement » au prochain tour (ou à la prochaine compétition), lors d'une compétition majeure, grâce au classement ou à la réalisation des minima (automatic qualifier) - q : Qualifié au prochain tour (ou à la prochaine compétition), lors d'une compétition majeure, grâce au repêchage ou à la réalisation de l'une des meilleures performances parmi celles des « non qualifiés directement » (grâce au meilleur temps ou à la meilleure distance par exemple) (secondary qualifier) |                                         |                                    |                                        |

### Femmes
| Épreuves | Or                                             | Argent                                     | Bronze                               |
| --- | ---------------------------------------------- | ------------------------------------------ | ------------------------------------ |
| 100 m | Candace Hill 11 s 08 (CR)                      | Khalifa St. Fort 11 s 19 (PB)              | Jayla Kirkland 11 s 41 (PB)          |
| 200 m | Candace Hill 22 s 43 (WYL)                     | Lauren Rain Williams 22 s 90 (PB)          | Nicola De Bruyn 23 s 38 (PB)         |
| 400 m | Salwa Eid Naser 51 s 50 (WYL,PB)               | Lynna Irby 51 s 79 (PB)                    | Catherine Reid 52 s 25 (PB)          |
| 800 m | Samantha Watson 2 min 3 s 54 (PB)              | Gadese Ejara 2 min 3 s 67 (PB)             | Marta Zenoni 2 min 4 s 15            |
| 1 500 m | Bedatu Hirpa 4 min 12 s 92 (WYL,PB)            | Dalila Abdulkadir Gosa 4 min 13 s 35 (PB)  | Joyline Cherotich 4 min 15 s 20 (PB) |
| 3 000 m | Shuru Bulo 9 min 01 s 12 (WYL,PB)              | Emily Chebet Kipchumba 9 min 02 s 92 (PB)  | Sheila Chelangat 9 min 04 s 54 (PB)  |
| 5 000 m marche | Ma Zhenxia 22 min 41 s 08 (SB)                 | Olga Eliseeva 22 min 45 s 09               | Ayalnesh Dejene 22 min 48 s 25 (PB)  |
| 100 m haies | Maribel Caicedo 13 s 04 (PB)                   | Brittley Humphrey 13 s 22 (PB)             | Sarah Koutouan 13 s 29               |
| 400 m haies | Sydney McLaughlin 55 s 94 (CR)                 | Xahria Santiago 56 s 79 (PB)               | Brandeé Johnson 57 s 47 (PB)         |
| 2 000 m steeple | Celliphine Chepteek Chespol 6 min 17 s 15 (PB) | Sandrafelis Chebet Tuei 6 min 19 s 61      | Agrie Belachew 6 min 34 s 68         |
| Saut en hauteur | Michaela Hrubá 1,90 m                          | Ieva Turķe 1,82 m (PB)                     | Lada Pejchalová 1,82 m               |
| Saut à la perche | Elienor Werner 4,26 m (WYL)                    | Phillipa Hajdasz Chen Qiaoling 4,05 m (PB) | non attribuée                        |
| Saut en longueur | Tara Davis 6,41 m (PB)                         | Kaiza Karlén 6,24 m (PB)                   | Maja Bedrac 6,22 m                   |
| Triple saut | Georgiana Anitei 13,49 m (WYL,PB)              | Zeng Rui 13,04 m (PB)                      | Yanna Armenteros 13,04 m             |
| Lancer du poids | Julia Ritter 18,53 m (PB)                      | Sophia Rivera 17,93 m                      | Kristina Rakočević 17,49 m           |
| Lancer du disque | Alexandra Emilianov 52,78 m                    | Kristina Rakočević 51,41 m                 | Samantha Peace 50,59 m               |
| Lancer du marteau | Sofiya Palkina 67,82 m                         | Deniz Yaylacı 67,01 m (PB)                 | Shang Ningyu 66,84 m (PB)            |
| Lancer du javelot | Haruka Kitaguchi 60,35 m (PB)                  | Stella Weinberg 57,11 m (PB)               | Laine Donāne 56,15 m                 |
| Heptathlon | Géraldine Ruckstuhl 6 037 pts (CR,PB)          | Sarah Lagger 5 992 pts                     | Alina Shukh 5 896 pts                |
| Records et Performances - AR : Record continental (area record) - CR : Record des championnats (championship record) - MR : Record du meeting (meet record) - NR : Record national (national record) - OR : Record olympique (olympic record) - PR : Record paralympique (paralympic record) - PB : Record personnel (personal best) - SB : Meilleure performance personnelle de la saison (season's best) - WL : Meilleure performance mondiale de l'année (world leader) - WJR : Record du monde junior (world junior record) - WR : Record du monde (world record) Circonstances et Conditions - DNF : N'a pas terminé (did not finish) - DNS : N'a pas pris le départ (did not start) - DQ : Disqualification (disqualification) - NM : Aucun essai valable enregistré (No Mark) - Q : Qualifié « directement » au prochain tour (ou à la prochaine compétition), lors d'une compétition majeure, grâce au classement ou à la réalisation des minima (automatic qualifier) - q : Qualifié au prochain tour (ou à la prochaine compétition), lors d'une compétition majeure, grâce au repêchage ou à la réalisation de l'une des meilleures performances parmi celles des « non qualifiés directement » (grâce au meilleur temps ou à la meilleure distance par exemple) (secondary qualifier) |                                                |                                            |                                      |

### Mixte
| Épreuves | Or                | Argent                       | Bronze               |
| --- | ----------------- | ---------------------------- | -------------------- |
| Relais 4 × 400 m | USA 3 min 19 s 54 | Afrique du Sud 3 min 23 s 60 | Canada 3 min 23 s 60 |
| Records et Performances - AR : Record continental (area record) - CR : Record des championnats (championship record) - MR : Record du meeting (meet record) - NR : Record national (national record) - OR : Record olympique (olympic record) - PR : Record paralympique (paralympic record) - PB : Record personnel (personal best) - SB : Meilleure performance personnelle de la saison (season's best) - WL : Meilleure performance mondiale de l'année (world leader) - WJR : Record du monde junior (world junior record) - WR : Record du monde (world record) Circonstances et Conditions - DNF : N'a pas terminé (did not finish) - DNS : N'a pas pris le départ (did not start) - DQ : Disqualification (disqualification) - NM : Aucun essai valable enregistré (No Mark) - Q : Qualifié « directement » au prochain tour (ou à la prochaine compétition), lors d'une compétition majeure, grâce au classement ou à la réalisation des minima (automatic qualifier) - q : Qualifié au prochain tour (ou à la prochaine compétition), lors d'une compétition majeure, grâce au repêchage ou à la réalisation de l'une des meilleures performances parmi celles des « non qualifiés directement » (grâce au meilleur temps ou à la meilleure distance par exemple) (secondary qualifier) |                   |                              |                      |

## Tableau des médailles
| Rang | Nation            | Or | Argent | Bronze | Total |
| ---- | ----------------- | -- | ------ | ------ | ----- |
| 1    | États-Unis        | 8  | 5      | 6      | 19    |
| 2    | Kenya             | 5  | 4      | 4      | 13    |
| 3    | Japon             | 3  | 1      | 1      | 5     |
| 4    | Éthiopie          | 2  | 3      | 3      | 8     |
| 5    | Afrique du Sud    | 2  | 2      | 1      | 5     |
| 6    | Suède             | 2  | 1      | 1      | 4     |
| 7    | Allemagne         | 2  | 1      | 0      | 3     |
| 7    | Russie            | 2  | 1      | 0      | 3     |
| 9    | Cuba              | 2  | 0      | 2      | 4     |
| 10   | Chine             | 1  | 5      | 1      | 7     |
| 11   | Ukraine           | 1  | 3      | 1      | 5     |
| 12   | France            | 1  | 1      | 1      | 3     |
| 13   | Bahreïn           | 1  | 1      | 0      | 2     |
| 14   | Tchéquie          | 1  | 0      | 1      | 2     |
| 14   | Italie            | 1  | 0      | 1      | 2     |
| 16   | Équateur          | 1  | 0      | 0      | 1     |
| 16   | Jamaïque          | 1  | 0      | 0      | 1     |
| 16   | Moldavie          | 1  | 0      | 0      | 1     |
| 16   | Roumanie          | 1  | 0      | 0      | 1     |
| 16   | Suisse            | 1  | 0      | 0      | 1     |
| 21   | Australie         | 0  | 2      | 2      | 4     |
| 22   | Canada            | 0  | 2      | 1      | 3     |
| 23   | Brésil            | 0  | 1      | 2      | 3     |
| 24   | Lettonie          | 0  | 1      | 1      | 2     |
| 24   | Monténégro        | 0  | 1      | 1      | 2     |
| 26   | Autriche          | 0  | 1      | 0      | 1     |
| 26   | Norvège           | 0  | 1      | 0      | 1     |
| 26   | Pologne           | 0  | 1      | 0      | 1     |
| 26   | Trinité-et-Tobago | 0  | 1      | 0      | 1     |
| 26   | Turquie           | 0  | 1      | 0      | 1     |
| 31   | Royaume-Uni       | 0  | 0      | 3      | 3     |
| 32   | Estonie           | 0  | 0      | 1      | 1     |
| 32   | Grèce             | 0  | 0      | 1      | 1     |
| 32   | Mexique           | 0  | 0      | 1      | 1     |
| 32   | Slovénie          | 0  | 0      | 1      | 1     |
| 32   | Ouzbékistan       | 0  | 0      | 1      | 1     |
|      | Total             | 39 | 40     | 38     | 117   |